# Closer (singel Nine Inch Nails)
Closer to God – singel znany też jako "Halo 9", wydany w 1994 roku przez Nine Inch Nails. "Closer" to tytuł piosenki wydanej w roku 1994 i umieszczonej na albumie The Downward Spiral.

## Twórcy
- Trent Reznor

## Różne wydania
- TVT Records / Interscope Records / Atlantic Records 95905-2 – U.S. CD
- TVT Records / Interscope Records 0694959052 – U.S. CD Re-release
- Island Records CID 596 854 059-2 – UK CD 1
- Island Records CIDX 596 854 061-2 – UK CD 2
- Island Records 12IS 596 854 059-1 – UK 12" Winyl 1
- Island Records 12ISX 596 854 061-1 – UK 12" Winyl 2

## Lista utworów

### Wersja US
1. "Closer to God" (remixed by Trent Reznor, Sean Beavan, Brian Pollack) – 5:05
2. "Closer (precursor)" (remixed by Coil, Danny Hyde) – 7:16
3. "Closer (deviation)" (remixed by Jack Dangers, Craig Silvey) – 6:15
4. "Heresy (blind)" (remixed by Dave Ogilvie, Anthony Valcic, Joe Bisara) – 5:32
5. "Memorabilia" – 7:21
6. "Closer (internal)" (remixed by Bill Kennedy, Scott Humphrey, John „Geetus” Aguto, Paul Decarli, Eric Claudiex) – 4:15
7. "March of the Fuckheads" (remixed by Adrian Sherwood) – 4:43
8. "Closer (further away)" (remixed by Kennedy, Humphrey, Aguto, Decarli, Claudiex) – 5:45
9. "Closer" – 6:26

### Wersja UK
(dysk 1)
1. "Closer" – 6:26
2. "Closer (deviation)" (remixed by Dangers, Silvey) – 6:15
3. "Closer (further away)" (remixed by Kennedy, Humphrey, Aguto, Decarli, Claudiex) – 5:45
4. "Closer (precursor)" (remixed by Coil, Hyde) – 7:16
5. "Closer (internal)" (remixed by Kennedy, Humphrey, Aguto, Decarli, Claudiex) – 4:15

(dysk 2)
1. "Closer to God" (remixed by Reznor, Beavan, Pollack) – 5:05
2. "Heresy (blind)" (remixed by Ogilvie, Valcic, Bisara) – 5:32
3. "Memorabilia" – 7:21
4. "March of the Fuckheads" (remixed by Sherwood) – 4:43

### Wersja australijska – kasetowa
1. "Closer" – 6:26
2. "March of the Pigs (Live)"

## Wideografia
- "Closer to God" – Mark Romanek, 12 maja 1994